# Ectatomminae
Ectatomminae é uma subfamília de formigas, pertencente a família Formicidae.

## Gêneros
- TriboEctatommini Emery, 1895
  - †Canapone Dlussky, 1999
  - Ectatomma Smith, 1858
  - †Electroponera Wheeler, 1915
  - Gnamptogenys Roger, 1863
  - †Pseudectatomma Dlussky & Wedman, 2012
  - Rhytidoponera Mayr, 1862
- Tribo Typhlomyrmecini Emery, 1911
  -     - Typhlomyrmex Mayr, 1862